# ISO 3166-2:HU
ISO 3166-2:HU è uno standard ISO che definisce i codici geografici dell'Ungheria ed è un sottogruppo del codice ISO 3166-2.
Tali codici sono stati assegnati alle 19 contee, le 23 città di rilevanza comitale e la capitale Budapest, e sono formati dalla sigla HU-, seguita da due lettere.

## Lista dei codici

### Contee
| Codice | Contee                 |
| ------ | ---------------------- |
| HU-BK  | Bács-Kiskun            |
| HU-BA  | Baranya                |
| HU-BE  | Békés                  |
| HU-BZ  | Borsod-Abaúj-Zemplén   |
| HU-CS  | Csongrád-Csanád        |
| HU-FE  | Fejér                  |
| HU-GS  | Győr-Moson-Sopron      |
| HU-HB  | Hajdú-Bihar            |
| HU-HE  | Heves                  |
| HU-JN  | Jász-Nagykun-Szolnok   |
| HU-KE  | Komárom-Esztergom      |
| HU-NO  | Nógrád                 |
| HU-PE  | Pest                   |
| HU-SO  | Somogy                 |
| HU-SZ  | Szabolcs-Szatmár-Bereg |
| HU-TO  | Tolna                  |
| HU-VA  | Vas                    |
| HU-VE  | Veszprém               |
| HU-ZA  | Zala                   |

### Città di rilevanza comitale
| Codice | Città            |
| ------ | ---------------- |
| HU-BC  | Békéscsaba       |
| HU-DE  | Debrecen         |
| HU-DU  | Dunaújváros      |
| HU-EG  | Eger             |
| HU-ER  | Érd              |
| HU-GY  | Győr             |
| HU-HV  | Hódmezővásárhely |
| HU-KV  | Kaposvár         |
| HU-KM  | Kecskemét        |
| HU-MI  | Miskolc          |
| HU-NK  | Nagykanizsa      |
| HU-NY  | Nyíregyháza      |
| HU-PS  | Pécs             |
| HU-ST  | Salgótarján      |
| HU-SD  | Seghedino        |
| HU-SN  | Sopron           |
| HU-SF  | Székesfehérvár   |
| HU-SS  | Szekszárd        |
| HU-SK  | Szolnok          |
| HU-SH  | Szombathely      |
| HU-TB  | Tatabánya        |
| HU-VM  | Veszprém         |
| HU-ZE  | Zalaegerszeg     |